# David Muñoz
David Muñoz Banon (Elche, 9 juni 1979) is een voormalig Spaans wielrenner. Hij begon zijn carrière in 2001 bij Kelme-Costa Blanca. In 2007 beëindigde hij zijn carrière bij Fuerteventura-Canarias, nadat de ploeg opgedoekt werd wegens de vele dopingschandalen. In 2003 reed hij zijn enige grote ronde, de Ronde van Frankrijk 2003, waar hij 139e werd.

## Belangrijkste overwinningen
2002
- 7e etappe Ronde van Portugal

2006
- 3e etappe Giro del Trentino

## Resultaten in voornaamste wedstrijden
| Jaar | Ronde van Italië | Ronde van Frankrijk | Ronde van Spanje |
| ---- | ---------------- | ------------------- | ---------------- |
| 2003 |                  | 139e                |                  |